# Dasybasis nigrifemur
Dasybasis nigrifemur är en tvåvingeart som först beskrevs av Krober 1934.  Dasybasis nigrifemur ingår i släktet Dasybasis och familjen bromsar. Inga underarter finns listade i Catalogue of Life.